# Eohostimella
Eohostimella heathana é uma "planta" primitiva, provavelmente terrestre, conhecida e encontrada pela primeira vez na forma de fósseis de compressão  do início do período Siluriano (Llandovery, por volta de 440 a 430 milhões de anos atrás  ). A química dos fósseis desse gênero é mais semelhante à das plantas vasculares fossilizadas, do que de algas.  Ramificou-se dicotomicamente e talvez possa ter produzido espinhos pequenos.  Provavelmente era próximo ao clado Rhynitophyta. 

## Anatomia
Sua anatomia é constituída por tubos cilíndricos verticais,  com um córtex externo espesso,  que pode conter vestígios de lignina ou um outro composto semelhante,  embora nenhum traqueídeo ou vaso semelhante tenha sido encontrado. O composto semelhante à lignina pode ser presumivelmente associado ao seu córtex externo. 